# V360 Большого Пса
V360 Большого Пса (лат. V360 Canis Majoris) — одиночная переменная звезда в созвездии Большого Пса на расстоянии (вычисленном из значения параллакса) приблизительно 8777 световых лет (около 2691 парсека) от Солнца. Видимая звёздная величина звезды — от +13,1m до +12m.

## Характеристики
V360 Большого Пса — пульсирующая переменная звезда типа RR Лиры (RRAB).